# Brendan Shinnimin
Brendan Shinnimin, född 7 januari 1991, är en kanadensisk professionell ishockeyspelare som spelar för Luleå HF i SHL. 
Han har tidigare spelat för Adler Mannheim i DEL, Växjö Lakers i SHL, Barys Astana i KHL, SCL Tigers i NLA, Arizona Coyotes i NHL, Springfield Falcons och Portland Pirates i AHL och som junior för Tri-City Americans i WHL.
Under sin tid i WHL 2010-2012 blev Shinnimin flerfaldigt prisad för sin talang. Han var däremot också avstängd en period efter att ha visat övervåld på isen. Shinnimin blev aldrig draftad av någon NHL-organisation.
Han skrev på för Växjö Lakers i SHL den 1 oktober 2017. Han spelade sammanlagt tre säsonger i klubben, inklusive vid deras SM-guld 2018. Shinnimin har fått en del uppmärksamhet för sitt beteende. Under säsongen 2019/2020 fick han smeknamnet "Chicken Shinnimin" av Luleås supportrar, som anklagade honom för filmning. Shinnimin svarade med att ge publiken fingret, och att senare dyka upp i kycklingdräkt.
Säsongen 2020/2021 hade han ettårskontrakt med Adler Mannheim, innan han kom tillbaka till Sverige igen.  
Inför säsongen 2021/2022 skrev han på för Luleå HF, som kom att uppmärksammas som en kontroversiell värvning med tanke på det rykte han hade byggt upp under tiden i Växjö Lakers.

## Statistik
| 2006–07    | Winnipeg Thrashers Midget AAA | MMHL       | 31  | 10  | 27  | 37  | —   | 12 | 4  | 11 | 15 | —  |
| 2007–08    | Selkirk Steelers              | SCTA       | 51  | 7   | 19  | 26  | 38  | —  | —  | —  | —  | —  |
| 2007–08    | Tri-City Americans            | WHL        | 4   | 0   | 0   | 0   | 0   | —  | —  | —  | —  | —  |
| 2008–09    | Tri-City Americans            | WHL        | 64  | 12  | 13  | 25  | 69  | 11 | 0  | 5  | 5  | 16 |
| 2009–10    | Tri-City Americans            | WHL        | 70  | 27  | 55  | 82  | 82  | 22 | 8  | 17 | 25 | 29 |
| 2010–11    | Tri-City Americans            | WHL        | 60  | 34  | 62  | 96  | 84  | 10 | 4  | 7  | 11 | 16 |
| 2011–12    | Tri-City Americans            | WHL        | 69  | 58  | 76  | 134 | 82  | 15 | 7  | 16 | 23 | 28 |
| 2012–13    | Portland Pirates              | AHL        | 74  | 12  | 21  | 33  | 77  | 1  | 0  | 1  | 1  | 0  |
| 2013–14    | Portland Pirates              | AHL        | 52  | 13  | 15  | 28  | 31  | —  | —  | —  | —  | —  |
| 2014–15    | Arizona Coyotes               | NHL        | 1   | 0   | 0   | 0   | 0   | —  | —  | —  | —  | —  |
| 2014–15    | Portland Pirates              | AHL        | 19  | 4   | 10  | 14  | 13  | —  | —  | —  | —  | —  |
| NHL totalt | NHL totalt                    | NHL totalt | 1   | 0   | 0   | 0   | 0   | —  | —  | —  | —  | —  |
| AHL totalt | AHL totalt                    | AHL totalt | 145 | 29  | 46  | 75  | 121 | 1  | 0  | 1  | 1  | 0  |
| WHL totalt | WHL totalt                    | WHL totalt | 267 | 131 | 206 | 337 | 317 | 58 | 19 | 45 | 64 | 89 |